# Тавус ибн Кайсан
Абу Абдуррахма́н Таву́с ибн Кайса́н аль-Яма́ни (араб. طاووس بن كيسان‎; около 634, Йемен — 724, Муздалифа, Хиджаз) — виднейший исламский богослов Йемена, факих и хадисовед времен табиинов. Представитель мекканской школы тафсира. Прославился тем, что совершил сорок паломничеств в Мекку. Умер в правление халифа Хишама ибн Абдул-Малика (724—743). Известен как Тавус ибн Кейсан, Тавус аль-Хумайри и Тавус аль-Хамдани.

## Биография
Его полное имя: Абу Абдуррахман Тавус (Закван) ибн Кайсан аль-Ямани аль-Хамадани. Точная дата рождения Тавуса ибн Кайсана не известна. Он был персом, но родился и вырос в Йемене. Сообщается, что он был вольноотпущенником Бухайра ибн Ристана аль-Хумайри или племени хамдан.
Тавус ибн Кайсан обучался хадисам у таких известных сподвижников пророка Мухаммеда, как Аиша, Ибн Умар, Абу Хурайра, Абдуллах ибн Амр и Зейд ибн Аркам. Согласно его собственному признанию, он встречался с пятьюдесятью сподвижниками пророка Мухаммеда. Он считается признанным имамом в области хадисоведения, фикха и тафсира. Тонкостям чтения Корана он обучился у Ибн Аббаса. С его слов хадисы передавали его сын Абдуллах, Сулейман ат-Тейми, Ибн Шихаб аз-Зухри, Ибрахим ибн Майсара, Муджахид ибн Джабр.
Тавус ибн Кайсан был известен не только глубокими знаниями, но и любовью к поклонению и аскетизмом.
- Ибн Хиббан сказал: «Он был одним из самых набожных людей Йемена и старейшин среди табиинов. Его мольбы принимались, и он сорок раз совершил хадж»[4].
- Ибн Шихаб аз-Зухри говорил: «Если бы вы видели Тавуса, то поняли бы, что он никогда не лжет»[6].
- Ханзала ибн Абу Суфьян сказал: «Я не видел учёного, который сказал бы, что знает больше, чем Тавус»[6].
- Салама ибн Кухайл сказал: «Я видел троих желавших приобрести знания только для довольства Всевышнего Аллаха. Это Ата, Муджахид и Тавус»[7].

В ранних мусульманских источниках сохранились сообщения о его наставлениях правителям и государственным деятелям. В своем письме халифу Умару ибн Абдул-Азизу он написал: «Если хочешь, чтобы твои деяния были праведными, то поручай общественные дела праведным людям». Прочитав это письмо, Умар ибн Абдул-Азиз сказал: «Этого наставления мне достаточно». Суфьян ибн Уяйна сказал: «Трое сторонились правителей: Абу Зарр, Тавус и Суфьян ас-Саури».
Однажды у Тавуса ибн Кайсана спросили, почему он редко выходит из дома. Он сказал: «Руководящие люди покинули справедливость, народ испортился, и сунна Пророка — мир ему и благословение Аллаха — забыта. Вот я и не выхожу из дома. Если человек не обращается одинаково со своим сыном и своим рабом, то он отступил от справедливости».
Тавус ибн Кайсан скончался в 724 году в Муздалифе во время паломничества в возрасте свыше 90 лет. Заупокойную молитву по нему совершил халиф Хишам ибн Абдул-Малик.